# Caranos (Compagnon)
Pour les articles homonymes, voir Caranos.
Caranos (en grec ancien : Κάρανος / Karanos) est un Compagnon d'Alexandre le Grand, commandant de divers contingents alliés et mercenaires. Il trouve la mort en 329 av. J.-C. à la bataille du Polytimète durant la campagne contre Spitaménès.

## Biographie
Caranos est mentionné par Arrien comme étant un Compagnon (ou hétaire) d'Alexandre le Grand. En 331 av. J.-C., il reçoit le commandement de l'infanterie alliée pour une durée indéterminée. En 330, il est mentionné comme participant à la bataille de Gaugamèles au sein de la cavalerie alliée, à proximité de la cavalerie mercenaire d'Andromaque. En 330, il est envoyé avec Érigyios, Andronicos et Artabaze contre le satrape rebelle d'Arie, Satibarzanès. Son rôle dans la campagne est éclipsé par Érigyios qui tue Satibarzanès en combat singulier.
En 329, Caranos est chargé avec Andromaque et Ménédème, sous le commandement de Pharnuchès, de lutter contre Spitaménès, le satrape révolté de Sogdiane. Leur armée se compose se compose de 60 Compagnons à cheval, 800 mercenaires à cheval (commandés par Caranos) et de 1 500 fantassins mercenaires. Ils obligent Spitaménès à lever le siège de Samarcande mais dans la bataille qui s'ensuit ils sont défaits par un corps de cavalerie scythe, les forçant à se replier sur la rivière Polytimète (actuel Zeravchan en Ouzbékistan) dont les rives boisées promettent un abri. Les officiers macédoniens refusent la demande de Pharnuchès de le remplacer à la tête des troupes, probablement par fidélité aux ordres d'Alexandre mais aussi pour ne pas endosser la responsabilité d'une défaite. Durant la bataille, la témérité ou la lâcheté de Caranos l'amène à tenter le passage de la rivière avec la cavalerie sous son commandement ; le reste des troupes s'avançant après lui dans la précipitation et le désordre, ils sont vaincus par l'adversaire : 2 000 soldats sont tués. Caranos trouve la mort dans les combats.

## Sources antiques
- Arrien, Anabase [lire en ligne], III, IV.